# 64 Ōzumō 2
64 Ōzumō 2 (大相撲) és un videojoc de sumo per la Nintendo 64, que va ser llançat al Japó el 1999. Aquest videojoc és la continuació del 64 Ōzumō.